# Kyodo News
Kyodo News (共同通信社 Kyōdō Tsūshinsha?) es una agencia de noticias cooperativa sin fines de lucro con sede en Minato, Tokio, Japón, fundada el 1 de noviembre de 1945. Es responsable de distribuir noticias a varios periódicos y estaciones de noticias. canales de radio y televisión en el país. Su brazo financiero K. K. Kyodo News se fundó en 1972 y su subdivisión Kyodo News International fundada en 1982, proporciona más de doscientos informes a los medios internacionales y se encuentra en el Rockefeller Center en Nueva York, Estados Unidos.
Kyodo News fue formado por Furunu Inosuke, el presidente de la Agencia de Noticias Domei, después de su disolución al final de la Segunda Guerra Mundial.
La agencia emplea a más de 1000 periodistas y fotógrafos y tiene acuerdos de intercambio de noticias con más de setenta medios de comunicación internacionales.